# Киари, Ганс
Ганс Киа́ри (нем. Hans Chiari; 4 сентября 1851, Вена — 6 мая 1916, Страсбург) — австрийский и немецкий патолог.

## Биография
Ганс Киари — сын венского гинеколога итальянского происхождения Иоганна Баптиста Киари. Младший брат Оттокар стал врачом-отоларингологом. Учился в шотландской гимназии. Получив аттестат зрелости, поступил на медицинский факультет Венского университета. В 1874—1875 годах работал ассистентом у Карла Рокитанского, основоположника современной судебной медицины. В 1875 году в Вене защитил докторскую диссертацию До 1879 года работал у Рихарда Ладислауса Гешля, в 1878 году хабилитировался по патологической анатомии.
В 1882 году Киари получил звание профессора в Университете Карла и Фердинанда. В следующем году возглавил кафедру и патолого-анатомический музей в Праге. В 1900—1901 годах являлся ректором этого университета. В 1904 году возглавлял Общество германских естествоиспытателей и врачей. В 1906 году Киари принял приглашение Страсбургского университета и работал на кафедре патологической анатомии. В 1914—1915 годах являлся ректором Страсбургского университета.
Имя Киари носят синдром Бадда — Киари, мальформация Арнольда — Киари, форма кожного туберкулёза Яриша — Киари.
В 1878 году Ганс Киари женился на Эмилии Антонии Паулине Анне Шрёттер фон Кристелли (1854—1886). Сын Герман (1897—1969) также стал патологом.

## Публикации
- Ueber Veränderungen des Kleinhirns infolge von Hydrocephalie des Grosshirns, Dtsch med Wochenschr 1891; 17(42): 1172—1175.
- Erfahrungen über Infarktbildungen in der Leber des Menschen. Zeitschrift für Heilkunde 19 (1898), S. 475—512.
- Die Pathologische Anatomie im 19. Jahrhundert und ihr Einfluss auf die äussere Medizin. Jena 1900.